# Norwegian Escape
Norwegian Escape – statek pasażerski należący do floty Norwegian Cruise Line. Statek jest budowany w stoczni Meyer Werft w niemieckim Papenburgu. Przekazanie do użytkowania jest planowane w roku 2015.